# Silniční most (Staré Ždánice)
Silniční most č. 33/055 z roku 1905 překonává na silnici II/333 kolmo Opatovický kanál asi 1,2 km jižně od centra obce Staré Ždánice v okrese Pardubice. Most je chráněn od roku 1958 jako nemovitá kulturní památka ČR.

## Popis
Most o dvou segmentových obloucích je vyzděn z hladce opracovaných pískovcových kvádrů. Střední pilíř mostu má válcové čelo. Shora byla nabetonována deska se zábradlím z kovových trubek, mostovka je asfaltová. Délka mostu činí asi 8 m.